# Britannic (transatlantico 1874)
Il Britannic è stato un transatlantico della compagnia di navigazione britannica White Star Line, la prima nave di questa compagnia a portare questo nome. Aveva una gemella, la Germanic.

## Storia
La nave venne costruita presso i cantieri navali Harland & Wolff di Belfast. Il nome previsto inizialmente era Hellenic ma fu cambiato in Britannic prima del varo, avvenuto il 3 febbraio 1874. Il Britannic era un piroscafo dotato di un fumaiolo e quattro alberi a vela ausiliari. Veniva utilizzato principalmente per il trasporto degli emigranti a New York da Liverpool e Queenstown (oggi Cobh), tappa fondamentale per gli emigranti irlandesi.
Nel 1876 ricevette il nastro azzurro collegando Sandy Hook, in New Jersey, a Queenstown in 7 giorni, 12 ore e 41 minuti alla velocità media record di 15,94 nodi. Il primato fu battuto dalla gemella Germanic l'anno successivo.
Il 19 maggio 1887 a circa 350 miglia a est di Sandy Hook, il Britannic fu speronato dalla Celtic, un'altra nave della White Star Line. Nella collisione morirono sei passeggeri del Britannic e altri sei risultarono dispersi. Entrambe le navi furono danneggiate, in particolare la Britannic, che presentava un grande buco sotto la linea di galleggiamento. Dopo aver ristabilito l'ordine, l'equipaggio constatò che il Britannic era capace di rimanere a galla. Il piroscafo venne così portato lentamente a New York, scortato dallo stesso Celtic e da  altre due navi che nel frattempo avevano raggiunto la scena. Rimase quindi ferma per un mese e, ultimati i lavori di riparazione, rientrò in servizio regolare.
Nel 1899 il piroscafo venne requisito dalla Royal Navy e fu utilizzato come nave trasporto truppe durante la Seconda Guerra Boera fino al 1902. Ritornata alla White Star, i proprietari decisero però di non riconvertirla in transatlantico per via degli elevati costi e, nel 1903, venne demolita ad Amburgo.